# Леш у библиотеци
Леш у библиотеци је детективски роман Агате Кристи и први пут објављено у САД од стране издавачке куће „Dodd, Mead and Company” у фебруару 1942. и у Великој Британији од стране издавачке куће „Collins Crime Club” у мају исте године. Америчко издање се продавало по цени од 2 долара, а издање у Великој Британији за седам шилинга и шест пенија. У роману се појављује њена измишљена детективка аматер, госпођица Марпл.

## Радња
Служавка у Госингтон Холу буди госпођу Бантри и каже: „У библиотеци је тело!“ Доли Бантри тада буди свог мужа, пуковника Артура Бантрија да сиђе доле. Он проналази мртво тело младе жене на тепиху за огњиште у библиотеци, са тешком шминком, платинасто плавом косом и хаљином ишараном сребром. Пуковник зове полицију, а госпођа Бантри своју стару пријатељицу госпођицу Марпл. Међу полицијским истражитељима су пуковник Мелчет и инспектор Слек.
Покушавајући да препозна ову мртву младу жену, Мелчет одлази у оближњу кућу Базила Блејка, али Блејкова девојка Дина Ли, платинаста плавуша, веома је жива и стиже у кућу док је Мелчет разговарао са Блејком. обдукција др. Хејдока открила је да је млада жена, здрава, али не у потпуности зрела, умрла између 22:00 и 12:00 претходне вечери, била је дрогирана, а затим задављена и није била злостављана. Госпођица Марпл примећује да изглед ове девојке није у реду, од изгрижених ноктију до старе хаљине. Она дели ова запажања са Доли.
Гост хотела Конвеј Џеферсон пријавио је да је Руби Кин, 18-годишња плесачица у хотелу "Мажестик" у Дејнмауту, нестала. Џоси Тарнер, запослена у хотелу, препознаје тело као тело њене рођаке Руби. Гости су видели Руби већ у 23 сата како плеше са Џорџом Бартлетом, али Руби се није појавила на својој плесној тачки у поноћ. Конвеј говори полицији да је ревидирао опоруку како би све оставио Руби док се законско усвајање не заврши.
Доли и госпођица Марпл се селе у "Мажестик" да даље истраже. Конвеј позива сер Хенрија Клитеринга да се придружи истрази. Сер Хенри види госпођицу Марпл у хотелу и заузврат је позива да истражи.
Конвеј је направио велика финансијска поравнања за своју децу у време када се свако од њих венчао. Тада су његова супруга, син и ћерка погинули у ваздухопловној несрећи пре осам година. Троје ожалошћених преживелих, зет Марк, снаја Аделајд и Конвеј, чинили су домаћинство. Играли су бриџ те вечери са Џоси. Полиција у почетку искључила зета и снају, мислећи да је сваки од њих добро финансијски постављено, али обома недостаје новца како су открили Слекова истрага и Аделајдин разговор са Доли.
Бартлетова изгорелиа кола пронађена су са угљенисаним лешом унутра. Из једне ципеле и једног дугмета, леш је препознат као леш 16-годишње Памеле Ривс коју су родитељи пријавили као нестанак претходне ноћи.
Полиција тражи од госпођице Марпл да разговара са другим девојкама на догађају и моли сер Хенрија да испита Конвејевог собара Едвардса. Госпођица Марпл од пријатељице Флоренс је сазнала да је са Памелом пришао филмски продуцент и понудио јој улогу те вечери због чега није отишла право кући. Едвардс је известио да је видео слику Базила Блејка како испада из Рубине торбе док је била са Конвејом што је указало на Блејка. Слек је већ нашао бачен тепих за огњиште из Блејкове куће.
Госпођица Марпл зна ко је убица и тражи доказе о свом закључку. Она посећује Дину Ли. Базил се враћа кући и открива како је око поноћи пронашао леш на огњишту када је дошао кући прилично пијан након журке. Преместио је леш у дом Бантријевих пошто није много волео Бантрија. Он није убио девојку. Полиција га хапси.
Вративши се у хотел, госпођица Марпл тражи од Бантријевих да пронађу венчаницу у Самерсет хаусу. Она тражи од сер Хенрија да се обрати Конвеју. Он пристаје да каже Марку и Аделајд да ће следећег дана променити опоруку и оставити новац хостелу у Лондону. Сер Хенри упозорава полицију и показује венчаницу Марка и Џоси. У 3 сата ујутру уљез, Џоси Тарнер, улази у Конвејеву спаваћу собу и полиција је хвата на делу пре него што је успела да науди Конвеју шприцем напуњеним дигиталином.
Госпођица Марпл објашњава свој поступак Конвеју и полицији. Тело у библиотеци било је тело Памеле Ривс, нашминкано да мање-више личи на Руби са изгриженим ноктима који су одавали њену младост. Руби је изгорела у колима. Стога су покрића у хотелу била бескорисна. Госпођица Марпл није веровала у податак од стране Џоси („људи су превише поверљиви за овај опаки свет“) и осетила је да је план пошао по злу.
Сумњала је да су Марк и Џоси венчани. Осим што су желели да Конвеј умре, након што су сазнали да планира да усвоји Руби, направили су план двоструког убиства. Марк је намамио Памелу у хотел на измишљену аудицију за улогу. Џоси ју је обукла, офарбала јој косу и дотерала да личи на Руби, а затим ју је дрогирала. Током бриџа, Марк је направио паузу и однео Памелино тело до Блејковог камина где ју је задавио каишем. Нешто пре поноћи, када је Руби отишла да се пресвуче за изложбени плес, Џоси ју је пратила и убила инекцијом или ударцем. После поноћног плеса, одвела је Руби обучену у Памелину одећу у Бартлетовим колима до каменолома где је запалила кола. Током полицијског саслушања, Марк се сломио и признао све појединости.
Аделајд је рекла да је пристала да се уда за свог дугогодишњег удварача Хјуга што се Конвеју свидело. Новом опоруком је оставио новац Аделајд, а остатак њеном сину Питеру.

## Ликови
- Госпођица Марпл: становница села Сент Мери Мид која има много искуства у решавању убистава.
- Пуковник Мелчет: начелник полиције Радфордшира где је пронађено прво тело.
- Доли Бантри: Пуковникова жена, пријатељица њене комшинице из села госпођице Марпл.
- Пуковник Артур Бантри: пензионисани војник, Долин муж и власник велике земље.
- Инспектор Слек: истражује осумњичене за оба убиства и хапси. И поред презимена, темељан је у послу.
- Др. Хејдок: обдуцент првог тела пронађеног у Бантријевој библиотеци.
- Конвеј Џеферсон: богат човек који одседа у хотелу "Мажестик" са својим зетом, снајом и унуком. Изгубио је ноге у ваздухопловној несрећи, истој несрећи у којој је неколико година раније изгубио супругу Маргарет, сина Френка и ћерку Розамунд. Он је стари пријатељ Бантријевих.
- Марк Гаскел: удовац Розамунд Џеферсон. Он је углађен и згодан човек, коцкар по личности. Живи са тастом у заједничкој жалости након ваздухопловне несреће, али његовом тасту се никада није баш допао избор његове ћерке.
- Аделајд Џеферсон: удовица Френка Џеферсона. Она има сина Питера Кармодија од 9 година. Питер је рођен након смрти њеног првог мужа Мајка Кармодија. Она је добра мајка и поуздана жена.
- Едвардс: собар Конвеја Џеферсона. Он пристаје да разговара са Клитерингом и полицији говори само потребне податке.
- Руби Кин: плесачица која користи то уметничко име, рођена Рози Лег. Конвеју Џеферсону се свидела толико да је рекао да ће је усвојити и учинити је наследницом када промени своју опоруку. Одгајана је сиромашно, а њен изглед је личио на његову ћерку Розамунд. Она је била другачија од Розамунд по личности јер је Руби била гребаторка.
- Џоси Тарнер: Рубина сестра од тетке која ју је замолила да дође у хотел да је мења на плесном подијуму док јој глежањ зацели након пошто га је уврнула. Она је лукава, практична и жели новац.
- Рејмонд Стар: рођен Томас Рамон Стар. Ради као тенисер и плесач у хотелу "Мажестик". Он се нада да ће се удварати Аделајд када она буде спремна да размисли о поновном браку. Он љубазно губи.
- Сер Хенри Клитеринг: пензионисани начелник Скотланд Јарда и пријатељ госпођице Марпл. У помоћ у истрази га позива његов пријатељ Конвеј Џеферсон.
- Надзорник Харпер: из полиције Гленшира где се хотел налази. Он се придружује истрази.
- Базил Блејк: младић који се недавно уселио у викендицу недалеко од Сент Мери Мида и ужива у презирању старије генерације. Он ради за филмски студио удаљен око 48 километара и појављује се у кући углавном викендом. Госпођица Марпл зна за његов ранији живот као АРП који је спасао животе у запаљеној згради при чему се повредио. Ово је једина алузија на рат који је у току.
- Дајна Ли: жена са платинасто плавом косом која се појављује у Блејковом дому. У баку су, али никоме у селу не говоре.
- Џорџ Бартлет: Рубин последњи плесни ортак. Има кола паркирана на отвореном простору хотела која су украдена и пријављена као нестала јутро након Рубиног убиства. Он је стидљив човек.
- Памела Ривс: Мештанка од 16 година и водич за девојке. Она је присуствовала догађају Водича оне ноћи када је Руби убијена, њени родитељи су пријавили њен нестанак полицији у 21 сат, неколико сати након што је стигла кући. Следећег дана је именована као леш пронађен у Бартлетовим украденим и спаљеним колима.
- Флоренс Смол: пријатељица Памеле Ривс којој је поверила причу о екранизацији у хотелу. Флоренс је своју живчаницу одала госпођици Марпл која ју је одабрала за девојку да пита шта се заиста догодило те вечери.
- Хјуго Маклин: дугогодишњи Аделајдин пријатељ који је желео да се ожени њом и на крају је успео.

## Наслов
У свом ауторском предговору, Кристијева описује „Тело у библиотеци“ као отрцани детективски роман. Она наводи да је, када је писала сопствену варијацију на ову тему, одлучила да библиотека буде потпуно конвенционална док би тело било крајње невероватно и сензационално.
Још један пример ове отрцаности укључен је у прву епизоду друге сезоне („И месечеви зраци љубе море“) телевизијске серије Инспектор Луис, тело мајстора пронађено је у Бодлијанској библиотеци. ДП Џејмс Хатавеј износи опаску ДИ Робију Луису: "Схватате шта имамо, зар не, господине... Тело у библиотеци."
Ипак, недавно, у роману Филипа Пулмана "La Belle Sauvage", објављеном 2017. године, протагониста позајмљује књигу под називом Тело у библиотеци.
У светлу ових напомена, овај роман се може сматрати свесном прерадом жанра.

## Књижевни значај и пријем
Морис Вилсон Дишер из часописа Књижевни додатак је у својој рецензији од 16. маја 1942. био задивљен женским погледом на живот уметнутим у решење злочина. „Неке одане душе можда уздишу за Херкулом Поароом, али сигурно ће бити и других којима ће бити драго да нађу његово место у 'новој Агати Кристи' госпођице Марпл. Оно што ово олакшање значи је да професионални детективи нису пар старијих уседелица (нису све тако старије), са одређеном обуком да гледају испод антимакасар, које су сада веома у моди. Чак и док у потпуности узимамо у обзир ово, тешко нам је да не будемо задивљени логиком старе девојке. Када госпођица Марпл каже 'Хаљина је била потпуно погрешна“, она очигледно посматра чињенице скривене мушком оку – чињенице које су од веома живог интереса. Тело у библиотеци би требало да претвори факултет "Хендон" у заједничко образовање.“
Морис Ричардсон није био толико задивљен Кристиним напорима као обично у својој рецензији од 17. маја 1942. у часопису Посматрач када је закључио: „Генијално, наравно, али занимање је прилично дифузно и лажни трагови су изгубили своју фосфоресценцију.
Неименовани рецензент часописа Торонтонска дневна звезда (21. март 1942) написао је да „Ово не треба дуго да се прочита, али су два убиства у њему толико тајанствена да нећете хтети да одложите књигу док убица не буде ухваћен." Рецензент закључује: „Полиција много истражује, али оштроумно резоновање – можда интуиција – Џејн Марпл је оно што проналази карику која недостаје и открива дијаболичку заверу.
Роберт Барнард је позитивно гледао на овај роман пишући о њему 1990. Он стање радње назива класичним, а не отрцаним. Био је то „Бравура перформанс на класичном стању“. Промена места радње из села госпођице Марпл у хотел у приморском одмаралишту била је добра за причу: „Сент Мери Мид и стални људи из њега су у овом случају пријатно разнолики од стране савремених гостију хотела на мору и филмске публике“. Питање које је поставио односи се на вероватноћу злочина и начин њиховог решавања што је за њега било боље од загонетке коју је 30 година касније написао други аутор рекавши: „Ако мислите да је мало вероватно шта се дешава са телом после смрти, покушајте „реалистичнијег“ ПД Џејмса и епизоду „Неприкладан посао за жену“.

## Алудирања
У 8. поглављу ауторка се проверава из уста младог дечака Питера Кармодија. Објашњавајући да ужива у читању детективских прича, Питер каже да има аутограме Кристијеве, Дороти Л. Сејерс, Џона Диксона Кара и Х. К. Бејлија.
У 9. поглављу пуковник Мелчет каже да „још треба урадити једну ствар. Тражити мушкарца.“ У књизи се то помиње као шала и вероватно се односи на Херкула Поароа, другог познатог Кристиног детектива. Међутим, вероватније је да се то односи на популарну фразу 'Тражите жену' што значи да иза понашања и побуде мушкарца у детективским причама често стоји жена. Пошто је у овом роману жртва била девојка за коју се претпостављало да има љубавника, детектив је у шали променио фразу.
Док је објашњавала како је закључила ко су убице и како се удовац Џеферсон тако брзо заљубио у девојку знајући тако мало о њој, госпођица Марпл је споменула стару причу Краљ и слушкиња просјакиња као узор за такво тренутно осећајно реаговање. Утврђено је да се сви остали ликови у роману понашају као неко кога је познавала из живота у свом селу, укључујући сер Хенрија.
У Кристином роману Карте на столу објављеном шест година раније, Ен Мередит познаје Аријадну Оливер као списатељицу књиге под називом Тело у библиотеци.

## Прилагођавања

### Телевизија
Епизода Тело у библиотеци из 1984. био је део ББЦ-овог серијала о госпођици Марпл, а Џоан Хиксон се први пут појавила у улози Џејн Марпл. Екранизација је емитована у три дела између 26. и 28. децембра 1984. и само је неколико измена у њој:
- Лик надзорника Харпера је изостављен.
- Бартлетова кола нису Миноан 14 него Воксхол костер.
- Износ новца који је остао Руби није 50.000 него 100.000 фунти.

Другу екранизацију романа направио је ИТВ 2004. године као део своје текуће серије Марпл. У овој екранизацији глумили су Џералдин Мекјуан као госпођица Марпл, Џејмс Фокс као пуковник Бантри, Џоана Ламли као Доли Бантри, Ијан Ричардсон као Конвеј Џеферсон и Џејми Тикстон као Марк Гаскел. Иако је ова екранизација била у великој мери верна изворном роману, било је неколико промена:
- Џосина саучесница и љубавница је Џеферсонова снаја Аделајд, а не његов зет Марк Гаскел као у роману.
- Датум је промењен у после Другог светског рата са две повезане промене:
  - Конвејева жена и деца погинули су у удару В2, а не у ваздухопловној несрећи. (Ово је приказано у прологу.)
  - Марк, Френк и Питеров отац Мајк су сви били пилоти КРВ-а у рату.
- Ликови Клитеринга, Едвардса и Маклина су изостављени.
- Конвеј је видео слику Блејка који испада из Рубине торбе.
- Дрогирање прве жртве открива се касније.
- Објашњење злочина госпођице Марпл долази пре замке за хватање убица, а не после.

Трећа екранизација дошла је као девета епизода француске телевизијске серије Мала убиства Агате Кристи. Епизода је први пут емитована 2011. године.
Четврта екранизација емитована је као део корејске телевизијске серије из 2018 Госпођица Ма, Немезис.

### Радио
Радио адаптација је произведена за ББЦ Радио 4 1999. године.
Од тада је поново емитована 15 пута на ББЦ Радиу 7 и његовом наследнику ББЦ Радиу 4 Екстра.
На списку глумаца су се нашли Џун Витфилд као госпођица Марпл, Ричард Тод као пуковник Мелчет, Полин Џејмсон као Доли Бентри, Џек Вотлинг као пуковник Бентри, Грејем Крауден као сер Хенри Клитеринг и Бен Кроу као Џорџ Бартлет.
Продукцију је драматизовао Мајкл Бејквел, а режирао Енид Вилијамс.

## Историја публикације
- 1941, Dodd Mead and Company (New York), February 1942, Hardback, 245 стр.
- 1941, Collins Crime Club (London), May 1942, Hardback, 160 стр.
- 1946, Pocket Books (New York), Paperback, (Pocket number 341), 152 стр.
- 1953, Penguin Books, Paperback, (Penguin number 924), 190 стр.
- 1959, Pan Books, Paperback, 157 стр. (Great Pan G221)
- 1962, Fontana Books (Imprint of HarperCollins), Paperback, 191 стр.
- 1972, Ulverscroft Large-print Edition, Hardcover, 305 стр.;  0-85456-102-1
- 2005, Marple Facsimile edition (Facsimile of 1942 UK first edition), Hardcover;  0-00-720844-8

Роман је први пут објављен у САД у The Saturday Evening Post  у седам делова од 10. маја (том 213, број 45) до 21. јуна 1941 (том 213, број 51) са илустрацијама Хаја Рубина.